# Puklík
Puklík je klempířský plechový polotovar.
Jde o plechovou lisovanou, zaoblenou krytku či čepičku, která se používá na zakrytování šroubových spojů, hřebíků a kotev např. u parapetních plechů, klempířských lemů atd. Puklík se kotví letováním nebo lepením na tmely. Materiál je vždy totožný s materiálem parapetního plechu, tedy pozinkovaný, lakovaný, nerezový, hliníkový či titanzinkový plech.